# Jan z Chýše
Jan z Chýše OFM, též zvaný Jan Chýšský nebo dle své řeholní příslušnosti Jan Bosák z Chýše byl františkán působící ve 40. a 50. letech 16. století jako kazatel v klášteře v Plzni. V době řeholního úpadku, kdy se stále větší část města přikláněla k luteránství se snažil svou výmluvností udržet alespoň část místních křesťanů u katolického vyznání. Jistě i jeho zásluhou byl plzeňský františkánský klášter jedním ze čtyř zbylých v provincii a zároveň významným pastoračním i kulturním střediskem ve městě. Svědčí o tom i Janova apologetická, roku 1554 v Plzni dokončená práce o katolických svátostech a liturgii Enchiridion, to jest skrovné a krátce složené knížky a ukázaní míst Artykuluov Obecních o Svátostech a jiných všech Církve Svaté pořádcích. Tištěno v Praze u Jana Kosořského, 1555 (Knihopis 3472). Dílo pro lepší širokou srozumizelnost napsané v češtině údajně vyniká čistou řečí a výmluvností, a Jan z Chýše ho věnoval Jáchymovi z Hradce, který tedy nejspíš hradil náklady na vydání knihy a mj. přestavěl (a tím zachránil) klášter františkánů v Jindřichově Hradci na špitál, poté, co jej řeholníci zcela opustili. Jeho dalším, rovněž českým a protireformačním dílem byla kniha O moci boží a církve tištěná v Praze rovněž roku 1555.